# Zoogoneticus tequila
El picote tequila (Zoogoneticus tequila) es una especie de pez actinopeterigio de agua dulce, de la familia de los goodeidos.

## Biología
Con el cuerpo pequeño se ha descrito una longitud máxima de 6 cm en machos y 8 cm en hembras. Vivíparos, como el resto de su familia, tienen un periodo de gestación de 65 días.

## Distribución y hábitat
Se distribuye por ríos de América del Norte, se le conoce solamente en el río Teuchitlán, un afluente de la cuenca del río Ameca, en México; fue re-descubierto en 2003 en un lago muy pequeño cerca de este río. Son peces de agua dulce, de comportamiento bentopelágico, que prefieren temperaturas entre 20 °C y 24 °C.
Se considera como en "peligro crítico" debido a que esta especie tiene una extensión muy pequeña de área de ocupación, con la población total que se piensa son menos de 50 individuos maduros; parece existir en una sola localidad en un pequeño estanque de pocos metros de diámetro, y está bajo constante amenaza por las especies introducidas y la degradación del hábitat.